# XIII Premis Goya
La XIIIa edició dels Premis Goya (oficialment en castellà: Premios Anuales de la Academia "Goya") va tenir lloc al Palau de Congressos de la ciutat de Madrid (Espanya) el 24 de gener de 1999 i fa referència a aquelles produccions realitzades el 1998. Van estar embolicats per la polèmica a causa de la suposada compra de vots pels col·laboradors d' El abuelo i l'anunci de José Luis Garci que no assistiria a la cerimònia i que es donaria de baixa de l'Acadèmia de Cinema.
La presentació de la gala va anar a càrrec de l'actriu Rosa Maria Sardà.
La gran guanyadora de la nit fou La niña de tus ojos de Fernando Trueba, que aconseguí guanyar 7 premis de les 18 nominacions que rebé, entre elles millor pel·lícula, actriu i actor revelació. Fou Barrio de Fernando León de Aranoa, però, la gran sorpresa de la nit aconseguint guanyar 3 premis de les 6 nominacions, entre ells el de millor direcció i guió original. La segona pel·lícula amb més nominacions, El abuelo de José Luis Garci, únicament aconseguí guanyar un premi de les 13 nominacions que rebé, la de millor actor per Fernando Fernán Gómez. La gran perdedora de la nit fou Abre los ojos d'Alejandro Amenábar, que amb 10 nominacions no aconseguí guanyar cap premi Goya.

## Nominats i guanyadors
| Millor pel·lícula | Millor director |
| --- | --- |
| - La niña de tus ojos - Abre los ojos - Barrio - El abuelo | - Fernando León de Aranoa per Barrio - Alejandro Amenábar per Abre los ojos - José Luis Garci per El abuelo - Fernando Trueba per La niña de tus ojos                                                                                          |
| Millor actor | Millor actriu |
| - Fernando Fernán Gómez per El abuelo - Gabino Diego per La hora de los valientes - Eduardo Noriega per Abre los ojos - Antonio Resines per La niña de tus ojos | - Penélope Cruz per La niña de tus ojos - Cayetana Guillén Cuervo per El abuelo - Najwa Nimri per Los amantes del Círculo Polar - Leonor Watling per La hora de los valientes                                                                  |
| Millor actor secundari | Millor actriu secundària |
| - Tony Leblanc per Torrente, el brazo tonto de la ley - Francisco Algora per Barrio - Agustín González per El abuelo - Jorge Sanz per La niña de tus ojos | - Adriana Ozores per La hora de los valientes - Loles León per La niña de tus ojos - Alicia Sánchez per Barrio - Rosa Maria Sardà per La niña de tus ojos                                                                                      |
| Millor guió original | Millor guió adaptat |
| - Fernando León de Aranoa per Barrio - Alejandro Amenábar i Mateo Gil per Abre los ojos - Rafael Azcona, David Trueba, Manuel Ángel Egea i Carlos López per La niña de tus ojos - Julio Medem per Los amantes del Círculo Polar                                                               | - Luis Marías per Mensaka - José Luis Garci i Horacio Valcárcel per El abuelo - José Ángel Esteban, Carlos López, Fernando Colomo i Nicolás Sánchez-Albornoz per Los años bárbaros - Antonio Betancor i Carlos Álvarez-Nóvoa per Mararía       |
| Millor director novell | Millor direcció de producció |
| - Santiago Segura per Torrente, el brazo tonto de la ley - Miguel Albaladejo per La primera noche de mi vida - Javier Fesser per El milagro de P. Tinto - Salvador García Ruiz per Mensaka | - Angélica Huete per La niña de tus ojos - Emiliano Otegui Piedra per Abre los ojos - Luis María Delgado i Valentín Panero per El abuelo - Mikel Nieto per La hora de los valientes                                                            |
| Millor actor revelació | Millor actriu revelació |
| - Miroslav Táborský per La niña de tus ojos - Ernesto Alterio per Los años bárbaros - Javier Cámara per Torrente, el brazo tonto de la ley - Tristán Ulloa per Mensaka | - Marieta Orozco per Barrio - María Esteve per Nada en la nevera - Violeta Rodríguez Chaviano per Cosas que dejé en La Habana - Goya Toledo per Mararía                                                                                        |
| Millor pel·lícula hispanoamericana | Millor pel·lícula europea |
| - El faro de Eduardo Mignogna ( Argentina) - Amaneció de golpe de Carlos Azpúrua ( Veneçuela) - De noche vienes, Esmeralda de Jaime Humberto Hermosillo ( Mèxic) - Kleines Tropicana - Tropicanita de Daniel Díaz Torres ( Cuba)                                                              | - The Boxer de Jim Sheridan ( Regne Unit) - Aprile de Nanni Moretti ( Itàlia) - Marius et Jeannette de Robert Guédiguian ( França) - Vor de Pàvel Txukhrai ( Rússia)                                                                           |
| Millor fotografia | Millor muntatge |
| - Juan Ruiz Anchía per Mararía - Raúl Pérez Cubero per El abuelo - Javier Aguirresarobe per La niña de tus ojos - Vittorio Storaro per Tango | - Iván Aledo per Los amantes del Círculo Polar - María Elena Sáinz de Rozas per Abre los ojos - Miguel González-Sinde per El abuelo - Carmen Frías per La niña de tus ojos                                                                     |
| Millor direcció artística | Millor vestuari |
| - Gerardo Vera per Abre los ojos - Wolfgang Burmann per El color de las nubes - Gil Parrondo per El abuelo - Félix Murcia per Mararía | - Lala Huete i Sonia Grande per La niña de tus ojos - Mercè Paloma per A los que aman - Gumersindo Andrés per El abuelo - Javier Artiñano per La hora de los valientes                                                                         |
| Millor so | Millor música |
| - Jorge Stavropulos, Carlos Faruolo i Alfonso Pino per Tango - Daniel Goldstein, Ricardo Steinberg i Patrick Ghislain per Abre los ojos - José Antonio Bermúdez, Diego Garrido i Antonio García per El abuelo - Pierre Gamet, Dominique Hennequin i Santiago Thévenet per La niña de tus ojos | - Alberto Iglesias per Los amantes del Círculo Polar - Antoine Duhamel per La niña de tus ojos - Juan Bardem per Los años bárbaros - Pedro Guerra per Mararía                                                                                  |
| Millor maquillatge | Millors efectes especials |
| - Gregorio Ros i Antonio Panizza per La niña de tus ojos - Paca Almenara, Colin Arthur i Sylvie Imbert per Abre los ojos - Cristóbal Criado i Alicia López Medina per El abuelo - José Quetglas i Mercedes Guillot per Los años bárbaros                                                      | - Raúl Romanillos i Félix Bergés per El milagro de P. Tinto - Reyes Abades, Alberto Esteban i Aurelio Sánchez per Abre los ojos - Juan Ramón Molina per La hora de los valientes - Emilio Ruiz del Río i Alfonso Nieto per La niña de tus ojos |
| Millor curtmetratge de ficció | Millor curtmetratge documental |
| - Un día perfecto de Jacobo Rispa - Genesis de Nacho Cerdà - Patesnak, un cuento de Navidad d'Iñaki Elizalde - Rufino d'Octavi Masià Antolí - Viaje a la luna de Frederic Amat | - Confluencias de Pilar García Elegido |
| Millor pel·lícula d'animació | Goya d'honor |
| - ¡Qué vecinos tan animales! de Maite Ruiz de Austri - Ahmed, príncep de l'Alhambra de Juan Bautista Berasategi | - Rafael Alonso (actor) |